# Shabad
Shabad est un terme qui peut se traduire par son, voix ou ton. Dans le sikhisme, le terme désigne des hymnes du Guru Granth Sahib.

## Les shabad de Guru Nanak
En tant qu'hymnes composées par les gurus, il s'agit de manifestation de la Parole de Dieu. En effet, les paroles sorties de la bouche des gurus sont considérées d'inspiration divine, et elles sont rassemblées dans le livre sacré qu'est le Guru Granth Sahib. 
Les shabab composés par Guru Nanak, le premier guru, sont des expressions de la vérité divine, et ils ont pour but d'attacher le fidèle à cette vérité. Les compositions de Guru Nanak révèlent aussi, chez leur auteur, un sens de l'observation très fin, de la créativité, de la détermination, et une grande indépendance d'esprit. En outre, les shabad de Guru Nanak abondent en images tirées de la campagne, du commerce et de l'artisanat ainsi que des rituels religieux.
Ainsi, par exemple:« Faites de votre esprit le fermier, de vos bonnes actions la ferme, de votre modestie l'eau, et de votre corps le champ. 
Que le nom du Seigneur soit la semence, le contentement la charrue, et ton humble robe la clôture
En accomplissant des actes d'amour, la graine germera et vous verrez votre foyer s'épanouir. »